# Chordophora iogramma
Chordophora iogramma är en fjärilsart som beskrevs av Edward Meyrick 1897. Chordophora iogramma ingår i släktet Chordophora och familjen mätare. Inga underarter finns listade i Catalogue of Life.